# Tanghe (köping i Kina, Shandong)
Tanghe (kinesiska: 汤河镇, 汤河) är en köping i Kina. Den ligger i provinsen Shandong, i den östra delen av landet, omkring 220 kilometer sydost om provinshuvudstaden Jinan. Antalet invånare är 50180. Befolkningen består av 24 542 kvinnor och 25 638 män. Barn under 15 år utgör 20,0 %, vuxna 15-64 år 69 %, och äldre över 65 år 10,0 %.
Genomsnittlig årsnederbörd är 1 001 millimeter. Den regnigaste månaden är juli, med i genomsnitt 334 mm nederbörd, och den torraste är januari, med 7 mm nederbörd.